# 四齿四棱草
四齿四棱草（学名：Schnabelia tetrodonta）为唇形科四棱草属下的一个种。